# Służba radiokomunikacyjna
Służba radiokomunikacyjna (ang. Radiocommunication service) – termin wprowadzony przez Regulamin Radiokomunikacyjny, w polskim prawie komunikacji elektronicznej (w latach 2004-2024 w prawie telekomunikacyjnym) oznaczający nadawanie, przesyłanie lub odbiór fal radiowych dla wypełnienia zadań określonych dla danej służby w międzynarodowych przepisach radiokomunikacyjnych.
| Nazwy służb radiokomunikacyjnych w języku angielskim (według Regulaminu Radiokomunikacyjnego) | Nazwy służb radiokomunikacyjnych w języku polskim (według Krajowej Tablicy Przeznaczeń Częstotliwości) |
| --------------------------------------------------------------------------------------------- | --- |
| FIXED                                                                                         | STAŁA                                                                                                  |
| FIXED-SATELLITE                                                                               | STAŁA SATELITARNA                                                                                      |
| MOBILE                                                                                        | RUCHOMA                                                                                                |
| MOBILE except aeronautical mobile                                                             | RUCHOMA z wyjątkiem ruchomej lotniczej                                                                 |
| MOBILE except aeronautical mobile (R)                                                         | RUCHOMA z wyjątkiem ruchomej lotniczej (R)                                                             |
| MOBILE except aeronautical mobile (OR)                                                        | RUCHOMA z wyjątkiem ruchomej lotniczej (OR)                                                            |
| LAND MOBILE                                                                                   | RUCHOMA LĄDOWA                                                                                         |
| AERONAUTICAL MOBILE                                                                           | RUCHOMA LOTNICZA                                                                                       |
| AERONAUTICAL MOBILE (R)                                                                       | RUCHOMA LOTNICZA (R)                                                                                   |
| AERONAUTICAL MOBILE (OR)                                                                      | RUCHOMA LOTNICZA (OR)                                                                                  |
| MARITIME MOBILE                                                                               | RUCHOMA MORSKA                                                                                         |
| MOBILE-SATELLITE                                                                              | RUCHOMA SATELITARNA                                                                                    |
| MOBILE-SATELLITE except aeronautical mobile satellite                                         | RUCHOMA SATELITARNA z wyjątkiem ruchomej lotniczej satelitarnej                                        |
| LAND MOBILE SATELLITE                                                                         | RUCHOMA LĄDOWA SATELITARNA                                                                             |
| AERONAUTICAL MOBILE-SATELLITE                                                                 | RUCHOMA LOTNICZA SATELITARNA                                                                           |
| AERONAUTICAL MOBILE-SATELLITE (R)                                                             | RUCHOMA LOTNICZA SATELITARNA (R)                                                                       |
| AERONAUTICAL MOBILE-SATELLITE (OR)                                                            | RUCHOMA LOTNICZA SATELITARNA (OR)                                                                      |
| MARITIME MOBILE-SATELLITE                                                                     | RUCHOMA MORSKA SATELITARNA                                                                             |
| RADIODETERMINATION                                                                            | RADIOLOKACJA                                                                                           |
| RADIODETERMINATION-SATELLITE                                                                  | RADIOLOKACJA SATELITARNA                                                                               |
| RADIONAVIGATION                                                                               | RADIONAWIGACJA                                                                                         |
| RADIONAVIGATION-SATELLITE                                                                     | RADIONAWIGACJA SATELITARNA                                                                             |
| AERONAUTICAL RADIONAVIGATION                                                                  | RADIONAWIGACJA LOTNICZA                                                                                |
| AERONAUTICAL RADIONAVIGATION- SATELLITE                                                       | RADIONAWIGACJA LOTNICZA SATELITARNA                                                                    |
| MARITIME RADIONAVIGATION                                                                      | RADIONAWIGACJA MORSKA                                                                                  |
| MARITIME RADIONAVIGATION-SATELLITE                                                            | RADIONAWIGACJA MORSKA SATELITARNA                                                                      |
| RADIOLOCATION                                                                                 | RADIOLOKALIZACJA                                                                                       |
| RADIOLOCATION- SATELLITE                                                                      | RADIOLOKALIZACJA SATELITARNA                                                                           |
| BROADCASTING                                                                                  | RADIODYFUZJA                                                                                           |
| BROADCASTING-SATELLITE                                                                        | RADIODYFUZJA SATELITARNA                                                                               |
| AMATEUR                                                                                       | AMATORSKA                                                                                              |
| AMATEUR-SATELLITE                                                                             | AMATORSKA SATELITARNA                                                                                  |
| RADIO ASTRONOMY                                                                               | RADIOASTRONOMIA                                                                                        |
| RADIO ASTRONOMY-SATELLITTE                                                                    | RADIOASTRONOMIA SATELITARNA                                                                            |
| METEOROLOGICAL AIDS                                                                           | POMOCE METEOROLOGICZNE                                                                                 |
| METEOROLOGICAL-SATELLITE                                                                      | METEOROLOGIA SATELITARNA                                                                               |
| STANDARD FREQUENCY AND TIME SIGNAL                                                            | WZORCOWY SYGNAŁ CZĘSTOTLIWOŚCI I CZASU                                                                 |
| STANDARD FREQUENCY AND TIME SIGNAL-SATELLITE                                                  | WZORCOWY SATELITARNY SYGNAŁ CZĘSTOTLIWOŚCI I CZASU                                                     |
| EARTH EXPLORATION-SATELLITE                                                                   | SATELITARNE BADANIA ZIEMI                                                                              |
| SPACE RESEARCH                                                                                | BADANIA KOSMOSU                                                                                        |
| SPACE OPERATIONS                                                                              | OPERACJE KOSMICZNE                                                                                     |
| INTER-SATELLITE                                                                               | MIĘDZYSATELITARNA                                                                                      |